# 塔索斯·帕帕佐普洛斯
塔索斯·帕帕佐普洛斯（希臘語：Τάσσος Παπαδόπουλος；1934年1月7日—2008年12月12日），塞浦路斯共和国政治人物、前塞浦路斯共和国总统（2003年2月28日－2008年2月28日）。

## 生平
1934年，塔索斯·帕帕佐普洛斯生于塞浦路斯首都尼科西亚，曾在伦敦的大学学习法律。1960年塞浦路斯独立时，他曾擔任塞浦路斯宪法起草委员会希腊族代表之一，参加塞浦路斯宪法起草工作。
塔索斯·帕帕佐普洛斯曾担任塞浦路斯共和国内阁部长职务达12年，曾经担任过内政部长、财政部长、劳工和社会保险部长、卫生部长及农业和自然资源部长。塔索斯·帕帕佐普洛斯于1970年、1976年、1991年和1996年四次当选为塞浦路斯塞浦路斯共和国议会议员，2000年任民主党主席。2003年2月16日，他当选塞浦路斯共和国总统，2月28日宣誓就职，任期5年。在2004年4月南北塞浦路斯就關於塞浦路斯統一的「安南方案」舉行公投前，帕帕佐普洛斯呼籲人民投反對票，結果方案被希臘裔人否決。他在2008年大选中被勞動人民進步黨的季米特里斯·赫里斯托菲亚斯击败。
塔索斯·帕帕佐普洛斯于2008年12月12日因肺癌在尼科西亚病逝，终年74岁。在逝世週年前一日、亦即2009年12月11日，被人發現其墳墓遭盜墓賊挖掘，遺體被盜走不見 。